# Festuca hercynica
Festuca hercynica är en gräsart som beskrevs av Wein. Festuca hercynica ingår i släktet svinglar, och familjen gräs. Inga underarter finns listade i Catalogue of Life.